# Kestel-Talsperre
Die Kestel-Talsperre (türkisch Kestel Barajı) befindet sich am nordöstlichen Stadtrand von Bergama, das an der Stelle des antiken Pergamon errichtet wurde, in der türkischen Provinz İzmir am Flusslauf des Kestel Çayı.
Die Kestel-Talsperre wurde in den Jahren 1976–1990 als Erdschüttdamm errichtet.
Sie dient der Bewässerung einer Fläche von 3716 ha sowie dem Hochwasserschutz.
Der Staudamm hat eine Höhe von 65 m und besitzt ein Volumen von 1,04 Mio. m³. Der zugehörige Stausee bedeckt eine Fläche von 50 ha und besitzt ein Speichervolumen von 37,4 Mio. m³.
Unterhalb des Staudamms beginnt die Stadt Bergama. Westlich des Staudamms und Stausees befindet sich der Burgberg (Akropolis) des alten Pergamon.